# هاري بورتر
هاري بورتر (بالإنجليزية: Harry Porter)‏ هو منافس ألعاب قوى أمريكي، ولد في 31 أغسطس 1882 في بريدجبورت في الولايات المتحدة، وتوفي في 27 يونيو 1965 في هارتفورد في الولايات المتحدة.

## وصلات خارجية
- هاري بورتر على موقع أوليمبيديا (الإنجليزية)